# 二甲基三硫
二甲基三硫（缩写：DMTS）是一种有机化合物，化学式为CH3S3CH3，它是最简单的有机三硫化物。它是具有恶臭气味的可燃液体，其含量在万亿分之一时便可以被检测到。

## 自然存在
二甲基三硫存在于洋葱、韭菜和其他葱属物种中，以及西兰花和卷心菜释放的挥发物，还有林堡芝士也会产生它。它甚至是陈年的啤酒和陈年的日本酒的香气的成分之一。它是细菌分解的分解产物，包括人类尸体分解的早期阶段，是麗蠅寻找宿主的主要引诱剂。二甲基三硫，以及二甲基硫醚和二甲基二硫，已经被确认为是一种名为死马海芋百合（Helicodiceros muscivorus）的吸引苍蝇的植物所释放的挥发性化合物。这些苍蝇被吸引到肉类的气味，以帮助这种植物授粉。二甲基三硫是鬼笔属真菌白鬼笔发出的恶臭的成分之一，也是真菌病变的特征性恶臭，例如癌症伤口。它还是人类粪便的气味成分之一。

## 制备
二甲基三硫有多种方法可以制备，如可以由甲硫醇和硫化氢在铜(II)的存在下与二氯化硫反应得到：
2 CH3SH + SCl2 → CH3SSSCH3 + 2 HCl

## 化学性质
二甲基三硫加热至80 °C（353 K），缓慢分解，得到二甲基二硫、二甲基三硫和二甲基四硫的混合物。它的反应性主要体现在它的弱S-S键上（约188.3 kJ/mol）。而二甲基四硫更加活泼，也包含着弱的S-S键（约150.6 kJ/mol，中心）。间氯过氧苯甲酸（mCPBA）和二甲基三硫反应，得到对应的S-氧化物CH3S(O)SSCH3。

## 应用
诱饵中添加二甲基三硫可以用于捕捉斑颧丽蝇和其它丽蝇。